# Maria Feodorovna (Dagmar da Dinamarca)
Maria Feodorovna (Copenhague, 26 de novembro de 1847 – Klampenborg, 13 de outubro de 1928), conhecida antes de seu casamento como Princesa Dagmar da Dinamarca, foi Imperatriz Consorte da Rússia de 1881 a 1894 como esposa do imperador Alexandre III. Ela era a quarta criança e segunda filha de Cristiano IX da Dinamarca e Luísa de Hesse-Cassel. Seu filho mais velho, Nicolau II, foi o último Imperador da Rússia, governando de 1 de novembro de 1894 até sua abdicação em 15 de março de 1917. Maria viveu 10 anos depois que funcionários bolcheviques mataram Nicolau e sua família imediata em 1918.

## Aparência e personalidade

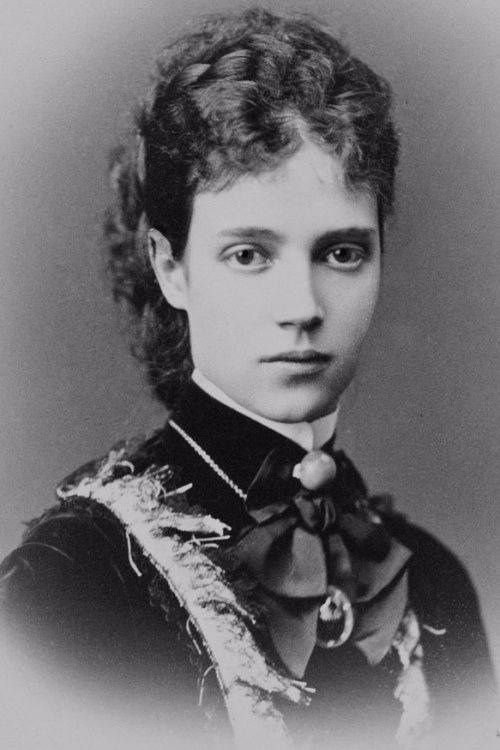
Maria Feodorovna

Dagmar era famosa por sua beleza. A princesa Maria Adelaide de Cambridge disse que Dagmar era docemente bonita e comentou favoravelmente sobre seus esplêndidos olhos escuros. Seu noivo, Nicolau Alexandrovich, czarevich da Rússia, estava entusiasmado com sua beleza. Ele escreveu à sua mãe: ela é ainda mais bonita pessoalmente do que nos retratos que vimos até agora. Seus olhos falam por ela: eles são tão gentis, inteligentes, animados. Thomas W. Knox a conheceu no casamento do grão-duque Vladimir Alexandrovich da Rússia e escreveu favoravelmente sobre sua beleza em comparação com a da noiva, a duquesa Maria de Mecklemburgo-Schwerin. Ele escreveu que Dagmar era menos inclinada à corpulência do que a noiva. Ela não exibe ombros tão rechonchudos e seu pescoço se ergue mais como um cisne e dá um jogo mais completo à sua cabeça finamente formada, com seus cabelos encaracolados e contorno grego de face. Ele também comentou favoravelmente sobre seus olhos penetrantes, claros e brilhantes. Knox ainda disse Não é de se admirar que o imperador goste dela, e não é de se admirar que os russos gostem dela. Eu gosto dela, e não sou imperador nem nenhum outro russo, e nunca troquei mil palavras com ela na minha vida.
Maria von Bock, filha do primeiro-ministro russo Piotr Stolípin, escreveu: gentil, amável e simples em seu discurso, Maria Fedorovna era uma imperatriz da cabeça aos pés, combinando uma majestade inata com tanta bondade que era idolatrada por todos que a conheciam. Meriel Buchanan escreveu que ela possuía um gracioso e agradável charme. Andrew Dickson White, o diplomata norte-americano na Rússia, disse que ela era graciosa, com um rosto e maneiras muito gentis e que ela era em todos os sentidos cordial e gentil. Nadine Wonar-Larsky, sua dama de companhia, observou que seu sorriso animava a todos e suas maneiras graciosas sempre sugeriram um toque de sentimento pessoal que ia direto ao coração de seus súditos. Ela também possuía aquele dom real inestimável de nunca esquecer um rosto ou nome.
Dagmar também era conhecida por sua inteligência. Ao considerar Dagmar como noiva para seu segundo filho, o príncipe Alfredo, a rainha Vitória do Reino Unido julgou que Dagmar é mais inteligente [do que sua irmã mais velha, Alexandra]... ela é uma garota muito boa. Quando se casou, Dagmar não falava uma palavra de russo, mas, em poucos anos, ela dominou o idioma e era tão proficiente quanto seu marido, que lhe escrevia apenas em russo. Ela disse a um diplomata norte-americano na Rússia que a língua russa é cheia de poder e beleza, é igual ao italiano na música, ao inglês em poder vigoroso e abundância. Ela afirmou que pela compactação de expressão, o russo rivaliza com o Latim, e quando se trata da criação de novas palavras é igual ao grego.
John Logan, um visitante da Rússia, descreveu Dagmar como a mulher mais bem vestida da Europa. Ele afirmou que a imperatriz Isabel da Áustria a excedia em beleza, mas que ninguém a superava em vestuário. Charles Frederick Worth, um costureiro parisiense, admirava muito seu estilo. Ele disse: Traga-me qualquer mulher na Europa - rainha, artista ou burguesa - que possa me inspirar como Madame Sua Majestade, e eu farei suas roupas enquanto viver e não cobrarei nada dela.

## Nascimento e família

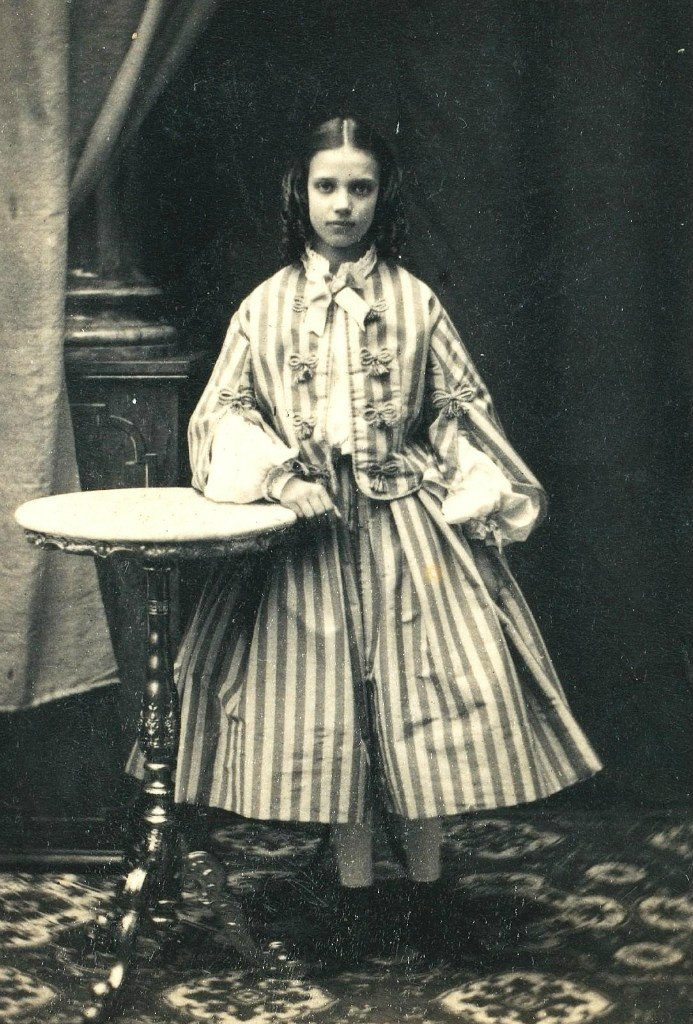
Dagmar, quando princesa da Dinamarca

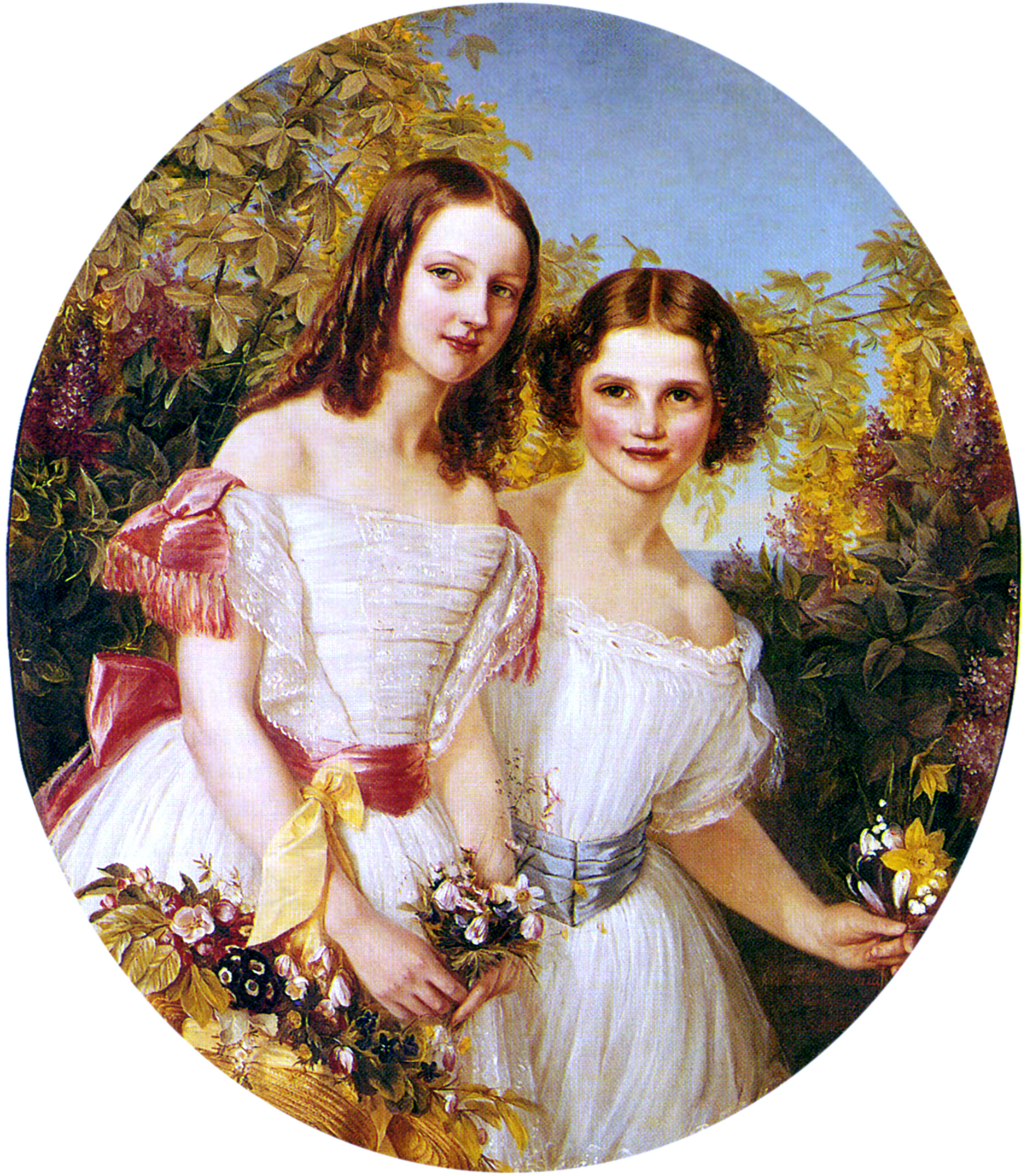
Dagmar (direita), em criança, com a sua irmã Alexandra

A princesa Maria Sofia Frederica Dagmar da Dinamarca nasceu no Palácio Amarelo em Copenhague. O seu pai era o príncipe Cristiano de Eslésvico-Holsácia-Sonderburgo-Glucksburgo, membro de uma linha secundária de príncipes relativamente empobrecida, e sua mãe era a princesa Luísa de Hesse-Cassel. Ela foi batizada no Palácio Amarelo e sua madrinha foi a rainha Carolina Amália da Dinamarca.
Dagmar foi baptizada na religião luterana e recebeu o nome em honra da princesa Maria Sofia Frederica de Hesse-Cassel, rainha-viúva da Dinamarca, e de Dagmar da Boémia, uma rainha medieval da Dinamarca. Na sua infância e adolescência era conhecida por Dagmar, mas, durante a maioria da sua vida, foi mais conhecida por Maria Feodorovna, o nome que adoptou depois de se converter à religião ortodoxa antes do seu casamento com o futuro czar Alexandre III em 1866. Em família, era chamada de Minnie.
Em 1852, o pai de Dagmar tornou-se herdeiro do trono dinamarquês, em grande parte devido aos direitos de sucessão da sua esposa Luísa, que era sobrinha do rei Cristiano VIII. Em 1853, recebeu o título de príncipe da Dinamarca e uma residência oficial de verão, o Palácio de Bernstorff. O pai de Dagmar tornou-se rei da Dinamarca em 1863, após a morte do rei Frederico VII.
Devido às importantes alianças que os seus filhos contraíram por casamento, Cristiano ficou para a História como o "sogro da Europa". Maria Feodorovna era irmã mais nova da rainha Alexandra, consorte do rei Eduardo VII do Reino Unido e mãe do rei Jorge V, o que ajuda a explicar a grande semelhança física entre os filhos das duas irmãs, Nicolau II e Jorge V. Os seus irmãos mais velhos eram o rei Jorge I da Grécia e o rei Frederico VIII da Dinamarca. Tinha ainda uma irmã, Tira, e um irmão, Valdemar, mais novos.
Durante a sua educação, Dagmar, juntamente com a sua irmã Alexandra, teve aulas de natação com Nancy Edberg, uma sueca, pioneira na natação feminina. Mais tarde, Dagmar recebeu Edberg na Rússia, onde esta recebeu uma bolsa para dar aulas de natação a mulheres.

## Noivados e casamento
No final de 1863, como filha e irmã dos reis da Dinamarca e da Grécia e cunhada do Príncipe de Gales, Dagmar, agora, era considerada uma das princesas mais elegíveis da Europa. Ela recebeu uma proposta de Humberto, Príncipe Herdeiro da Itália, mas relutou em se casar com ele porque achava-o pouco atraente.
Nesse ínterim, o fortalecimento da ideologia do pan-eslavismo no Império Russo em meados do século XIX levou o czar Alexandre II da Rússia a procurar uma noiva para o seu filho mais velho, Nicolau, fora dos estados alemães que tinham sido a principal fonte de imperatrizes em anos anteriores. Em 1864, Nicolau (conhecido por “Nixa” na família) foi até à Dinamarca onde se apaixonou e ficou noivo da princesa Dagmar. Contudo, a 22 de abril de 1865, acabaria por morrer subitamente de tuberculose e, como último desejo, pediu que Maria se casasse com o seu irmão mais novo, Alexandre que se tornaria mais tarde no czar Alexandre III da Rússia. Maria ficou muito perturbada com a morte repentina do seu jovem noivo e regressou de coração partido à Dinamarca onde os seus parentes se mostraram verdadeiramente preocupados com a sua saúde. Dagmar já se tinha aficionado à Rússia e o remoto país não lhe saía do pensamento nos longos dias que passou na sua terra natal. O desastre da morte de “Nixa” fez com que ela se tornasse muito próxima dos pais dele, os imperadores da Rússia, e chegou mesmo a receber uma carta de Alexandre II onde ele a tentava consolar. O czar disse-lhe, em palavras afectuosas que esperava que ela ainda se considerasse um membro da família. Em junho de 1866, durante uma visita a Copenhague, o czarevitch Alexandre Alexandrovich pediu-a em casamento depois de ambos terem ficado durante longas horas sozinhos numa sala a ver velhas fotografias.
Dagmar deixou Copenhague no dia 1 de setembro de 1866. O famoso escritor Hans Christian Andersen encontrava-se entre os milhares de pessoas que se foram despedir da sua Princesa ao porto da cidade. O escritor escreveu no seu diário: Ontem, nas docas, enquanto estava a passar por mim, ela parou e segurou-me na mão. Os meus olhos encheram-se de lágrimas. Pobre criança! Oh, Senhor, sede gentil e piedoso com ela! Dizem que existe uma corte brilhante em São Petersburgo e que a família do czar é simpática, mas mesmo assim ela vai a caminho de um país desconhecido onde as pessoas são diferentes e a religião é diferente e onde não vai ter nenhum dos seus conhecidos a seu lado.
A jovem princesa dinamarquesa foi recebida calorosamente em Kronstadt pelo imperador Alexandre II da Rússia e toda a sua família. Recebeu imediatamente o título de grã-duquesa Maria Feodorovna da Rússia. O luxuoso casamento celebrou-se no dia 9 de Novembro de 1866 na Capela Imperial do Palácio de Inverno em São Petersburgo. Depois da primeira noite de casamento, o futuro czar Alexandre III escreveu no seu diário: Tirei os meus chinelos e o meu robe bordado a prata e senti o corpo da minha adorada ao lado do meu… Como me senti na altura, não desejo descrever aqui. Depois ficamos a conversar durante muito tempo. Depois de muitas festas de casamento em São Petersburgo, o jovem casal instalou-se no Palácio de Anichkov também na cidade onde passariam os quinze anos seguintes. Os verões eram passados no Palácio de Livadia, na Crimeia.

## Imperatriz de Todas as Rússias

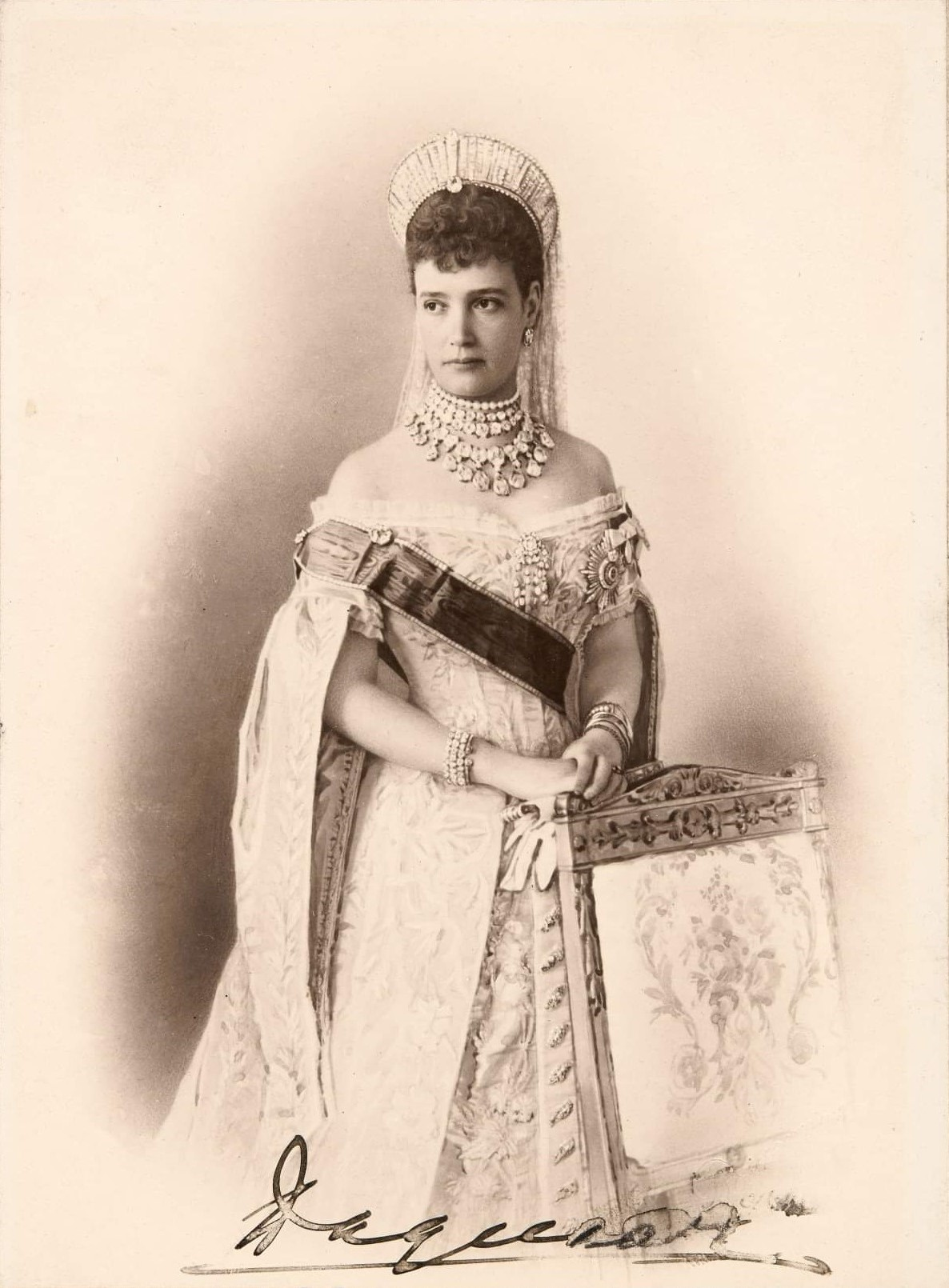
Imperatriz Maria em trajes da corte imperial russa

Maria Feodorovna era bonita e popular. Uma das suas primeiras prioridades foi aprender russo e tentar compreender o seu povo. Era raro interferir na vida política do país, deixando esses assuntos para o marido enquanto se dedicava aos seus trabalhos de caridade, à vida social e à sua família. A única excepção que fazia a esta regra era para demonstrar os seus sentimentos anti-germânicos que tinha adquirido quando o recém-criado Império Alemão anexou inapropriadamente territórios dinamarqueses.
Na manhã do dia 13 de março de 1881, o czar Alexandre II, de sessenta e dois anos, foi morto por uma bomba quando regressava ao Palácio de Inverno após uma parada militar. No seu diário, Maria Feodorovna descreveu, mais tarde, como o czar gravemente ferido foi levado até ao palácio: As pernas dele estavam destruídas e abertas até aos joelhos. Estava coberto de sangue, com meia bota pendurada no pé direito e apenas a sola restava no esquerdo. O imperador viria a morrer algumas horas mais tarde. Apesar de a população não gostar particularmente no novo czar, adoravam a sua esposa. Tal como os contemporâneos diziam sobre ela: É uma verdadeira imperatriz. No entanto ela não ficou particularmente feliz com o seu novo estatuto e escreveu no seu diário: Os nossos tempos de felicidade e serenidade acabaram. A minha paz e calma desapareceram e, por agora, apenas me vou poder preocupar com o Sasha [Alexandre III].

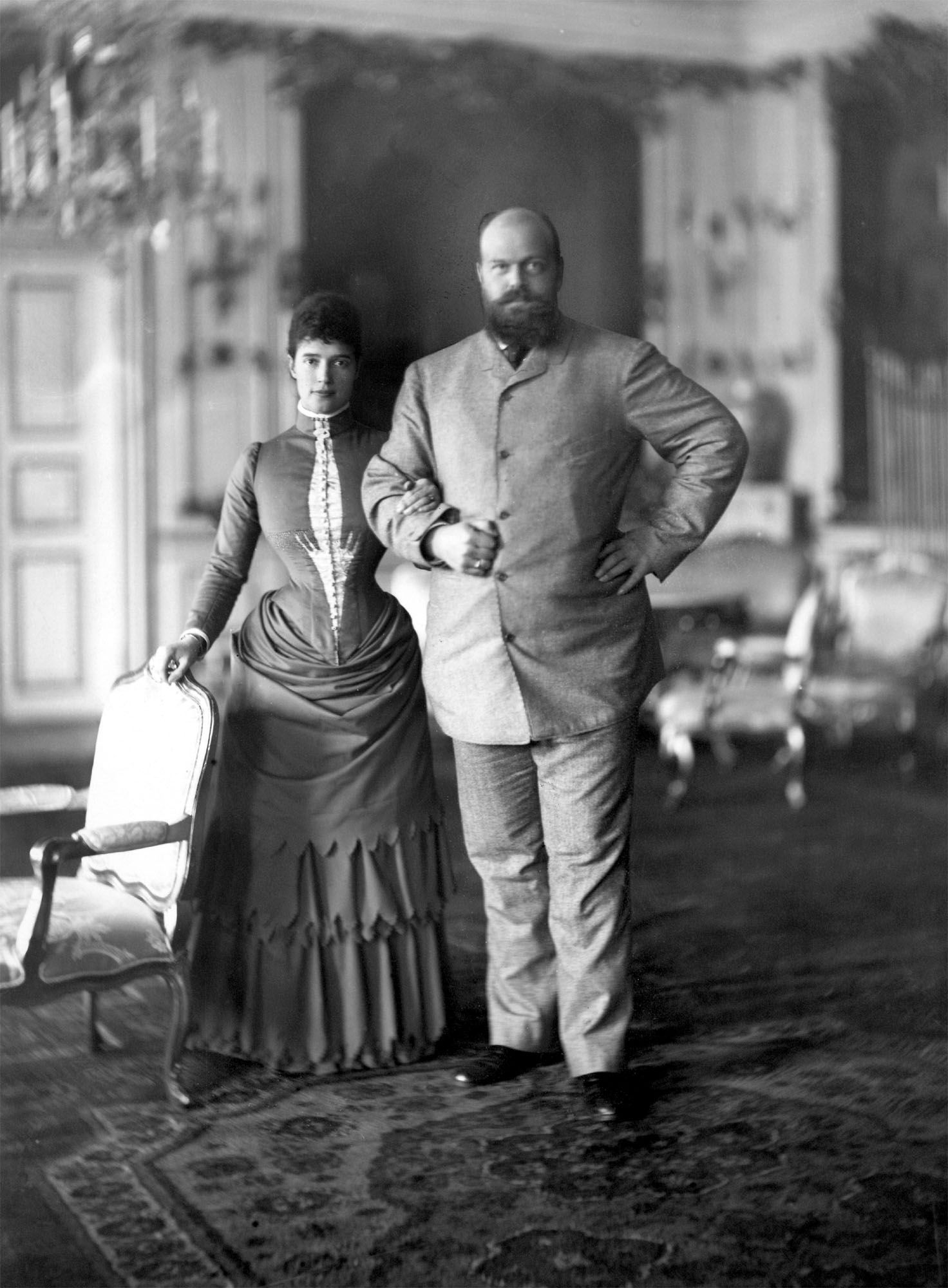
A imperatriz Maria Feodorovna e seu marido, o imperador Alexandre III, na Dinamarca em 1893.

Alexandre e Maria foram coroados no Kremlin de Moscovo a 27 de maio de 1883. Apenas algumas horas antes da cerimónia tinha sido descoberta uma tentativa de conspiração que ensombrou as celebrações. Mesmo assim cerca de oito mil convidados apareceram na resplandecente cerimónia. Devido às muitas ameaças contra o czar e Maria, o chefe da polícia de segurança, o general Cherevin, sugeriu que a família imperial se mudasse da sua residência em São Petersburgo para o Palácio de Gatchina em Czarskoe Selo, uma localização mais segura a cerca de cinquenta quilómetros da capital. O enorme palácio tinha novecentas divisões e foi construído pela czarina Catarina II da Rússia. Os Romanov seguiram o conselho e viveram lá durante treze anos, sendo aí que os seus filhos passaram grande parte da sua infância e juventude.
Sob a vigilância pesada da guarda, Alexandre III e Maria faziam viagens periódicas entre Gatchina e a capital para participar em eventos oficiais. Maria adorava organizar grandes bailes no Palácio de Inverno e, quando não se podia deslocar a São Petersburgo, transferia as festividades para Czarskoe Selo. Alexandre tinha o costume de animar os bailes da esposa com os seus números musicais que executava com a ajuda dos primos, embora, na maioria das vezes, acabasse por os dispensar para actuar sozinho. Quando isso acontecia, Maria sabia que a festa tinha acabado.
Durante o reinado de Alexandre III, os opositores à monarquia desapareceram rapidamente, perecendo às ordens do czar. Um grupo de estudantes que tinha planeado o seu assassinato no sexto aniversário da morte do pai, na catedral da Fortaleza de São Pedro e São Paulo em São Petersburgo foi preso e mais tarde executado. Entre eles encontrava-se o irmão mais velho de Vladimir Lenine, Alexandre, e foi a sua morte que motivou o futuro líder soviético a esforçar-se para preparar uma revolução contra o regime que se concretizaria em 1917.
Quando a irmã mais velha de Maria, Alexandra, visitou Gatchina em julho de 1894, ficou surpreendida ao ver o fraco aspecto do seu cunhado Alexandre. Parecia que tinha encolhido. A cor das suas bochechas tinha desaparecido e já não tinha o mesmo humor. Na altura Maria já sabia há muito que o seu marido estava doente e que não tinha muito mais tempo de vida. Agora as suas atenções estavam centradas no seu filho mais velho, Nicolau, uma vez que era nele que recaiam tanto o futuro do país como o da sua família e dinastia.
Há muito tempo que o futuro czar demonstrava a sua intenção de se casar com a princesa Alice de Hesse e Reno, uma princesa alemã. Nem Alexandre III nem ela aprovavam esta união. Adeptos do pan-eslavismo e abertamente antigermânicos, preferiam um casamento entre Nicolau e a princesa montenegrina Helena Petrović-Njegoš ou com a filha alta e morena do Conde de Paris, a princesa Helena de Orleães. Nicolau resumiu a situação no seu diário: Eu quero ir numa direcção e é bem claro que a mamãe quer que eu siga o caminho oposto – o meu sonho é, um dia, casar-me com a Alice. Maria e Alexandre achavam Alice tímida e um tanto peculiar. Preocupavam-se com o facto de ela não demonstrar de todo o perfil certo para se tornar imperatriz da Rússia. Eles já a conheciam desde criança e tinham ficado com a impressão de que ela era histérica e pouco equilibrada emocionalmente. Quando perceberam que não conseguiam fazer o filho mudar de ideia e a morte de Alexandre se tornava evidente, permitiram relutantemente o casamento.

## Morte do marido e reinado do filho

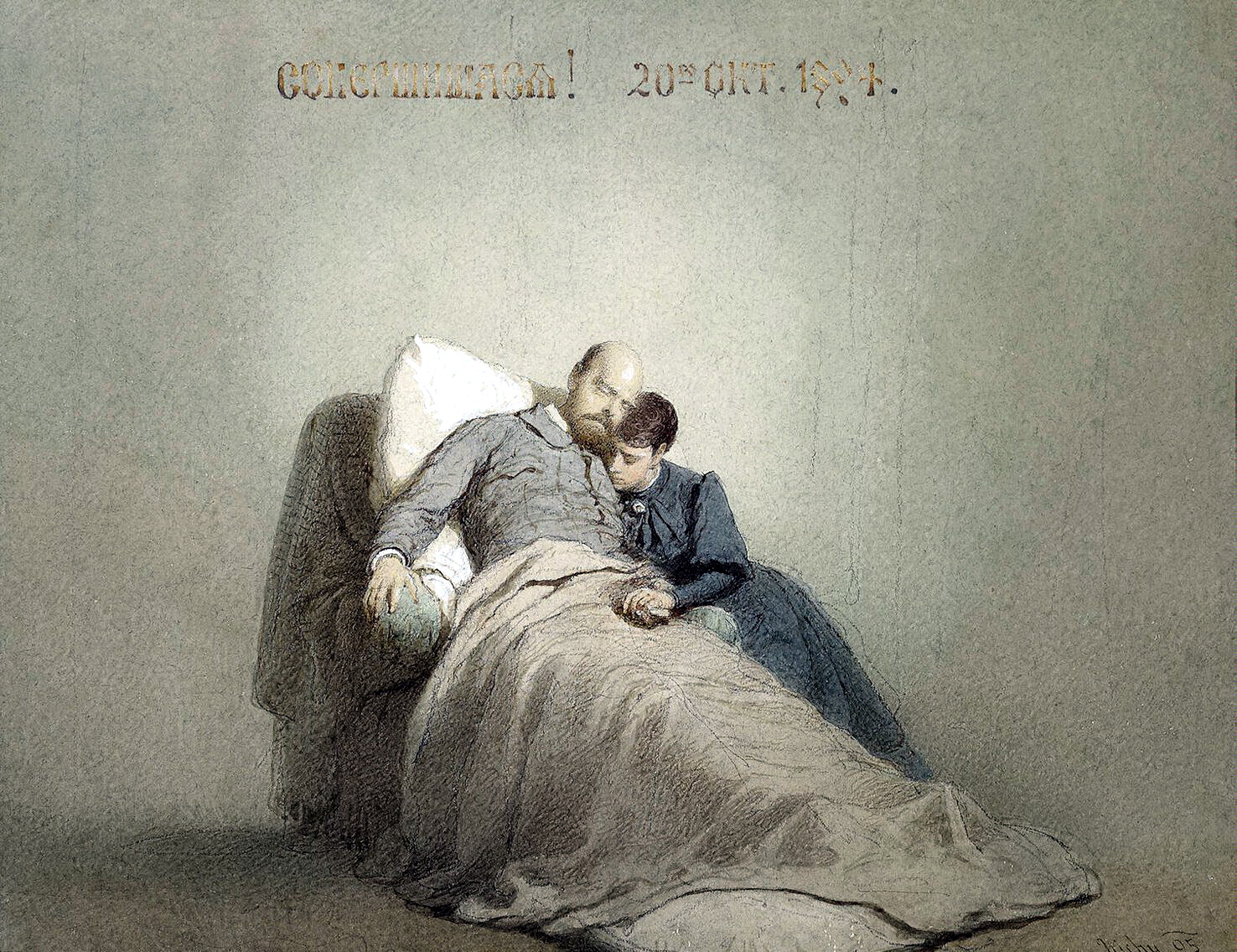
A morte de Alexandre III em Livadia

No dia 1 de novembro de 1894, Alexandre III morreu com apenas 49 anos em Livadia. No seu diário, Maria escreveu: Estou completamente destroçada e infeliz, mas o sorriso maravilhoso e a expressão de paz no rosto dele que apareceu depois, deram-me força. Durante algum tempo Maria ficou inconsolável. A sua irmã Alexandra e o cunhado Eduardo chegaram à Rússia poucos dias depois.  O príncipe de Gales planeou o funeral de Alexandre e também arranjou uma data para o casamento da sua sobrinha Alice de Hesse e Reno (que tinha mudado o nome para Alexandra Feodorovna depois de se converter à religião ortodoxa) e do sobrinho e novo czar, Nicolau II.
O príncipe Félix Yussupov, casado com a princesa Irina Alexandrovna, uma das suas netas, notou a influência que a imperatriz viúva tinha dentro da família Romanov. Serguei Witte, Primeiro-Ministro do filho, elogiou as suas capacidades diplomáticas. Apesar de tudo ela nunca se deu bem com a sua nora Alexandra Feodorovna que culpou por muitos dos problemas do desastroso reinado do seu filho Nicolau. Maria se preocupava que a relação entre Alexandra e Rasputin pudesse prejudicar o prestígio da família imperial e pediu a Nicolau que o mandasse embora. Ela considerava Rasputin um charlatão perigoso e se desesperou com a obsessão de Alexandra por sujos e loucos fanáticos religiosos. Quando Rasputin foi assassinado, parte dos parentes imperiais insistiram a Maria que regressasse à capital e aproveitasse o momento para substituir Alexandra como conselheira política do czar. Maria se recusou, mas admitiu que Alexandra deveria ser afastada da influência nos assuntos de Estado: Alexandra Feodorovna deve ser banida. Não sei como, mas deve ser feito. Caso contrário, ela pode ficar completamente louca. Deixe-a entrar em um convento ou simplesmente desaparecer.

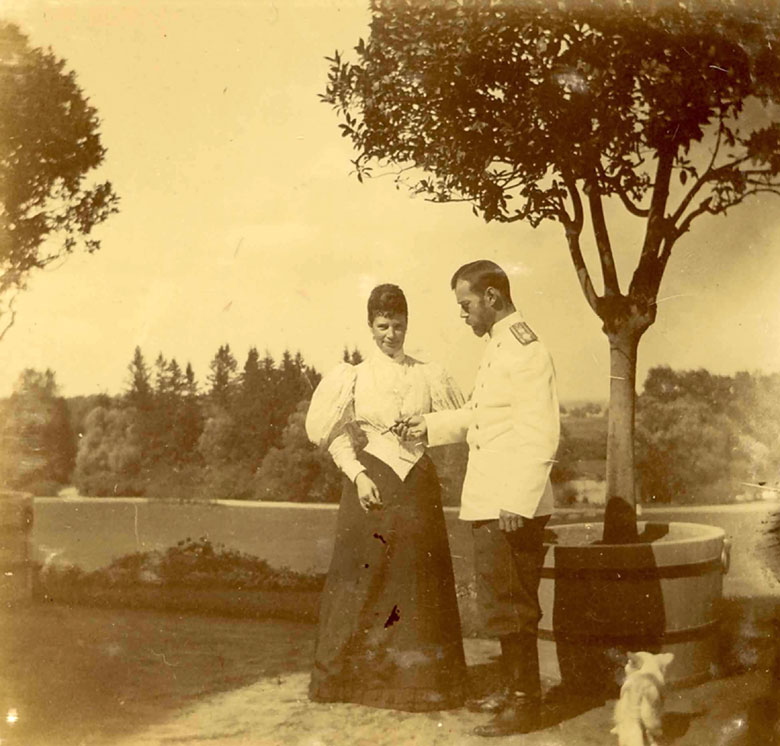
Imperatriz viúva Maria e seu filho Nicolau II em 1896

Assim que aceitou a morte de Alexandre III, Maria voltou à sua personalidade vivaz e via o futuro com confiança, escrevendo no seu diário: Tudo vai correr bem. Já vivia na Rússia há vinte-e-oito anos, incluindo os treze anos em que fora imperatriz, e ainda a esperavam outros trinta-e-quatro como viúva e mãe do czar. Os seus últimos dez anos de vida foram passados no exílio. No final de novembro de 1894, Maria mudou-se novamente para o Palácio de Anichkov em São Petersburgo onde viveria até ao rebentar da revolução de 1917. Aos poucos passou a viver mais livremente, uma vez que já não era uma figura central e tinha deixado de ter interesse para os revolucionários.[carece de fontes?] Em finais de 1916, Maria deixou São Petersburgo e passou a viver no Palácio de Mariinsky em Kiev. Nunca mais voltaria à cidade.
Maria Feodorovna, que também detinha uma pequena propriedade em Langinkoski, também visitava a Finlândia com frequência. Durante o primeiro período de russificiação do território, Maria tinha tentado fazer com o seu filho parasse com a violação da autonomia do grão-ducado e retirar o odiado governador-geral Bobrikov da Finlândia para o colocar noutro cargo na Rússia. Durante o segundo período de russificação, no início da Primeira Guerra Mundial, Maria mostrou que não concordava com o que estava a acontecer ao longo de uma viagem de comboio que realizou por toda a Finlândia a caminho de São Petersurgo. Para mostrar a sua reprovação, ordenou que uma orquestra tocasse a marcha do Regimento Pori e o hino finlandês O Nosso País, que eram expressamente proíbidos na altura.

## O par anti-alemão

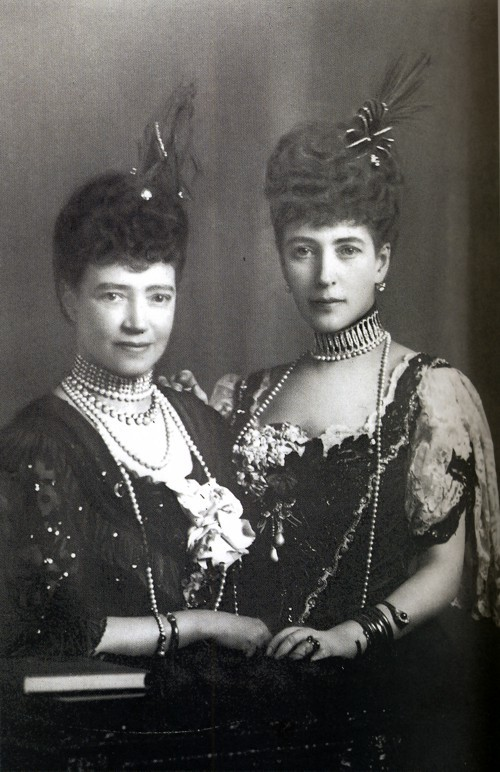
Maria Feodorovna (esquerda) com a sua irmã Alexandra em 1903

Maria e a irmã, Alexandra, casada com o rei Eduardo VII do Reino Unido, eram anti-alemãs e faziam questão de não esconder esse sentimento. Nascidas princesas dinamarquesas, Maria e Alexandra ressentiam-se do Império Alemão ter anexado, durante a Guerra dos Ducados do Elba, o território de Eslésvico-Holsácia, anteriormente possessão da Dinamarca. Elas odiavam e desconfiavam profundamente do imperador alemão Guilherme II, a quem Alexandra acusou, em 1900, de ser "no fundo, o nosso inimigo".
Conhecidas como "o par internacional anti-alemão", as irmãs frequentemente interferiam na política externa, por via diplomática ou espionagem, de seus respectivos impérios na esperança de abalar os interesses da Alemanha. Em 1905, o imperador Guilherme II da Alemanha escreveu a Nicolau II acusando a mãe do czar de, em conluio com Alexandra e Eduardo VII, fomentar o antigermanismo na corte russa através do diplomata Alexander von Benckendorff. O imperador alemão descreveu que von Benckendorff tinha se encontrado secretamente com Maria em Copenhague a pedido de Eduardo VII para discutir o fortalecimento da união anglo-russa, numa tentativa de isolar a Alemanha e frear o aumento de sua influência na Ásia.

## Revolução e exílio

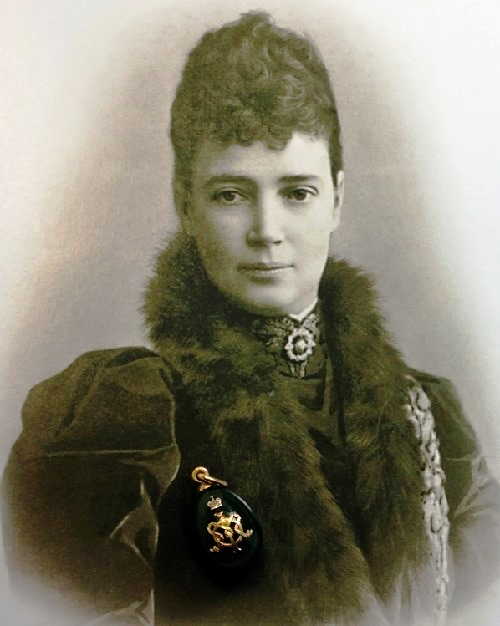
Maria Feodorovna

A revolução chegou à Rússia em fevereiro de 1917. Depois de se encontrar com o seu filho que tinha abdicado ao trono em Mogilev, Maria ficou durante algum tempo em Kiev, continuando o seu trabalho com a Cruz Vermelha. Quando se tornou demasiado perigoso continuar lá, foi para a Crimeia com um grupo de outros refugiados Romanov. No mar Negro chegaram-lhe os rumores de que o seu filho mais velho, a nora e netos tinham sido executados pelos bolcheviques, contudo rejeitou-os, considerando-os apenas rumores.
No dia em que o czar e a família foram assassinados, Maria recebeu um mensageiro de Nicolau, um homem comovente que lhe contou como a vida do filha e da família estava a ser difícil em Ekaterinburg. E ninguém os pode ajudar ou libertar - só Deus! Senhor, salva o meu pobre e desafortunado Nicky, ajuda-o nas suas dificuldades! No seu diário, tentou reconfortar-se: Tenho a certeza que todos sairam da Rússia e agora os bolcheviques estão a tentar esconder a verdade. Segurou-se firmemente a esta convicção até à sua morte. A verdade era demasiado difícil de aceitar. As cartas que enviou ao filho mais velho e à família perderam-se quase todas, mas numa das que sobreviveu, escreveu a Nicolau: Sabes que os meus pensamentos e rezas nunca te abandonam. Penso em ti de dia e de noite e às vezes sinto o coração tão pesado que já não consigo aguentar. Mas Deus é piedoso Ele vai-nos dar força para sobreviver a este terrível momento. A filha mais nova de Maria, Olga Alexandrovna, disse mais tarde sobre o assunto: No entanto tenho a certeza, no fundo do coração que a minha mãe acabou por aceitar a verdade poucos anos antes de morrer.

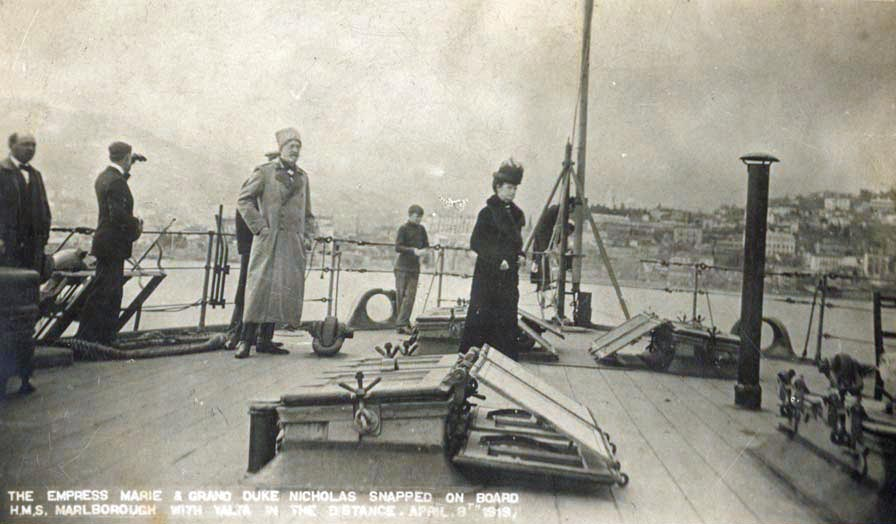
Maria Feodorovna deixa a Rússia em 1919 a bordo do

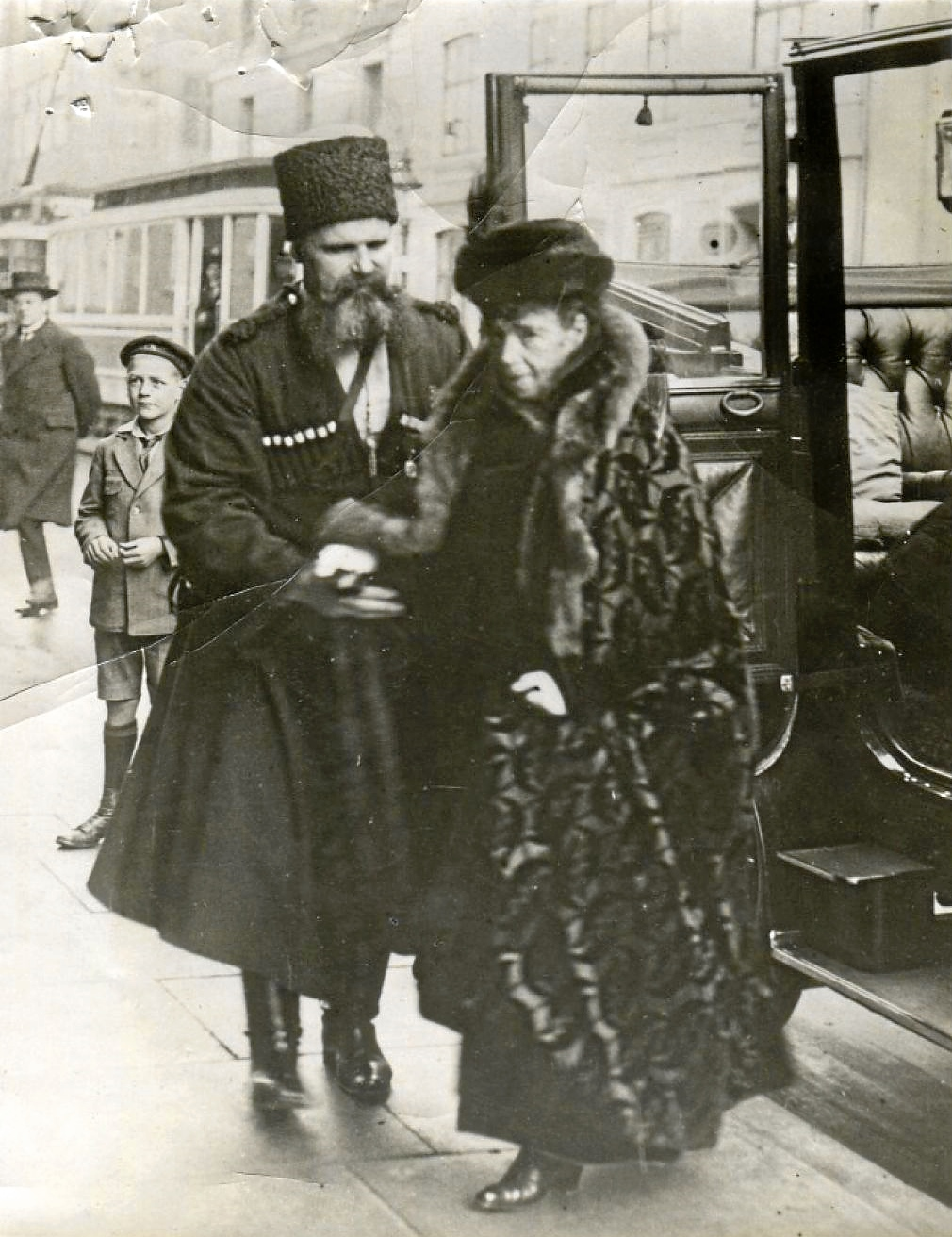
Maria Feodorovna em 1924 no exílio na Dinamarca

Apesar da queda da monarquia em 1917, a imperatriz Maria recusou-se, a princípio, deixar a Rússia. Em 1918, Maria e as filhas e netos e outros parentes Romanov que estavam na Crimeia foram todos condenados à morte pelo conselho revolucionário de Yalta, mas as execuções foram adiadas pela rivalidade política entre os soviéticos de Yalta e Sebastopol. Em 1919, depois dos pedidos da sua irmã Alexandra, Maria, ainda que contrariada, finalmente decidiu partir, embarcando num navio de guerra fornecido pelo seu sobrinho Jorge V do Reino Unido, o HMS Marlborough, até Londres e, mais tarde, para o seu país natal, a Dinamarca. Até ao final dos seus dias viveu na sua villa de férias em Hvidøre, perto de Copenhague. Apesar de Alexandra se dar bem com a sua irmã e ambas passarem as férias juntas no Reino Unido, Maria achava que tinha sido renegada para o segundo plano.[carece de fontes?]
Na Dinamarca, também estavam muitos exilados da Rússia. Para eles, Maria continuava a ser a imperatriz. As pessoas respeitavam-na muito e valorizavam-na, pedindo-lhe muitas vezes ajuda. A Assembleia Monárquica de Todas as Rússias ofereceu-lhe o lugar-tenente do trono russo. Maria recusou a oferta, disse não querer interferir em jogos políticos e deu uma resposta evasiva: Ninguém viu o Nicky morto. Pagou ao investigador Nikolai Sokolov que investigou as circunstâncias da morte da família do czar. Os dois nunca se chegaram a encontrar. À última da hora, a grã-duquesa Olga enviou um telegrama para Paris, pedindo para cancelar o encontro, uma vez que seria demasiado duro para Maria, que estava velha e doente, ouvir a história terrível do que tinha acontecido ao filho e à família.

## Morte e enterro
Em novembro de 1925, a irmã favorita de Maria, Alexandra da Dinamarca, morreu. Para Maria foi uma perda fácil de aguentar. Estava pronta para ir ter com o Criador, escreveu ao seu genro, o grão-duque Alexandre Mikhailovich. No dia 13 de outubro de 1928, em Hvidøre, Maria morreu aos oitenta anos de idade, tendo vivido mais do que quatro dos seus seis filhos.
Depois dos serviços fúnebres em Copenhague na Igreja Ortodoxa, a imperatriz foi enterrada na Catedral de Roskilde. Em 2005, a rainha Margarida II da Dinamarca e o presidente Vladimir Putin da Rússia juntamente com os seus respectivos governos decidiram que os restos mortais de Maria Feodorovna pertenciam à Rússia. O seu último desejo de ser enterrada junto do seu marido, Alexandre III na catedral da Fortaleza de São Pedro e São Paulo realizou-se no dia 28 de setembro de 2006, cento-e-quarenta anos depois da sua chegada ao país e quase setenta-e-oito anos depois da sua morte. Antes, foram realizadas várias cerimónias, entre 23 e 28 de setembro em sua honra, incluindo a inauguração de uma estátua construída nos jardins do Palácio de Peterhof, os seus preferidos. O funeral, no qual estiveram presentes importantes figuras de Estado, incluindo o príncipe e a princesa-herdeira da Dinamarca, bem como o príncipe Miguel de Kent e a sua esposa 
Maria Cristina, aconteceu com alguma turbulência. A multidão que se tinha reunido à volta do caixão era tão numerosa que um jovem diplomata dinamarquês caiu na campa antes do caixão ser enterrado.

## Na cultura popular
O telefilme Anastasia: The Mystery of Anna (1986), no qual a imperatriz Dagmar é representada por Olivia de Havilland mostra-a durante uma reunião com Anna Anderson, a mulher que dizia ser a sua neta mais nova, a grã-duquesa Anastásia. Não existem provas de que ela tenha alguma vez pensado em encontrar-se com ela (ou sequer que a operária polaca tenha pedido um encontro com a sua suposta avó). Além deste telefilme, Maria Feodorovna também apareceu em ambas as versões de Anastasia (de 1956 e 1997), sendo em 1956 interpretada por Helen Hayes e em 1997 a sua voz foi emprestada por Angela Lansbury. No filme de 1971, Nicolau e Alexandra, foi interpretada por Irene Worth, e a sua personagem também aparece na mini-série de 13 episódios, Edward the Seventh que conta a história do seu cunhado.

## Descendência

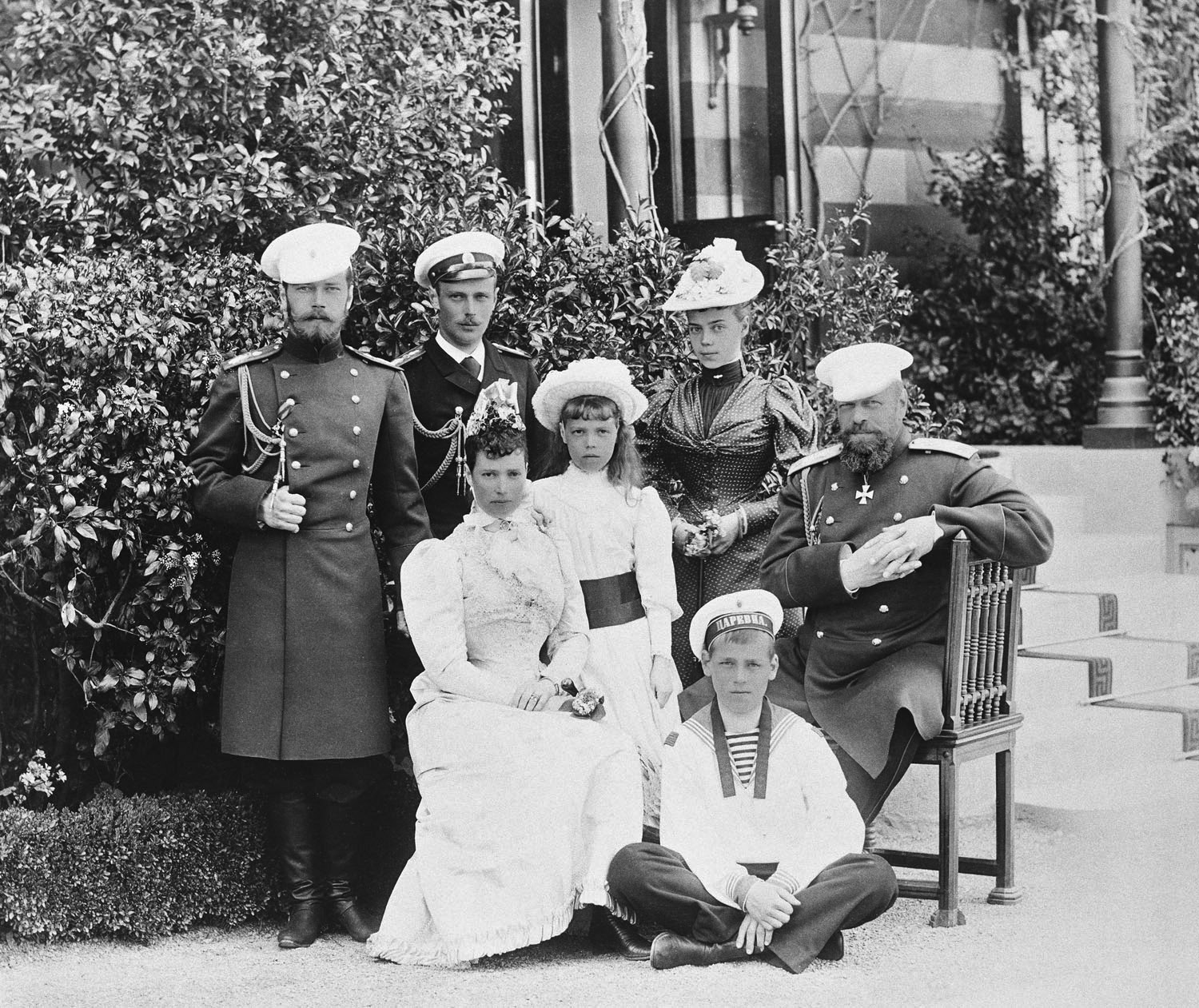
A família de Alexandre III no Palácio de Livadia em 1893. Da esquerda para direita: Nicolau, Jorge, Maria, Olga, Xenia, Miguel e Alexandre III.

| Nome       | Foto | Nascimento                                        | Falecimento                                  | Notas |
| ---------- | ---- | ------------------------------------------------- | -------------------------------------------- | --- |
| Nicolau II |      | 18 de maio de 1868 c.g. 6 de maio de 1868         | 17 de julho de 1918                          | Imperador da Rússia (1894-1917); casado com a princesa Alice de Hesse e Reno, com descendência. Canonizado pela Igreja Ortodoxa Russa.                                                                 |
| Alexandre  |      | 7 de junho de 1869 c.g. 26 de maio de 1869        | 2 de maio de 1870 c.g. 20 de abril de 1870   | Morreu aos 10 meses de idade de meningite. |
| Jorge      |      | 9 de maio de 1871 c.g. 27 de abril de 1871        | 10 de julho de 1899 c.g. 28 de junho de 1899 | Não se casou, morreu aos 28 anos de tuberculose. |
| Xenia      |      | 6 de abril de 1875 c.g. 25 de março de 1875       | 20 de abril de 1960                          | Casada com o grão-duque Alexandre Mikhailovich da Rússia; com descendência. |
| Miguel     |      | 4 de dezembro de 1878 c.g. 22 de novembro de 1878 | 12 de junho de 1918                          | Casado morganaticamente com a condessa Natália Sergeievna Sheremetievskaia, com descendência. |
| Olga       |      | 13 de junho de 1882 c.g. 1 de junho de 1882       | 24 de novembro de 1960                       | Casada em primeiras núpcias com o duque Pedro de Oldemburgo, sem descendência (divorciada); casada pela segunda vez morganaticamente com o oficial Nikolai Alexandrovich Kulikovsky, com descendência. |